# Literatura română și străinătatea
Literatura română și străinătatea a fost un studiu publicat în anul 1882 în revista Convorbiri literare, în care Titu Maiorescu a scris despre publicațiile străine care traduceau din operele românești.